# Rabi'a Haseki Sultan
Rabia Sultan o Haseki Rabi'a Sultan (Pronunciación Turca: [ɹabia suɫtʰan] ; en turco otomano: رابعه سلطان‎; " primavera ", fl. 1691 ¿Bulgaria?- 14 de enero de 1712, Imperio Otomano) fue una esposa del sultán Ahmed II del Imperio Otomano, de posible origen búlgaro y nombre de nacimiento Biseria,es registrada como la última Haseki o Consorte imperial del Imperio Otomano.

## Origen y Vida
No se sabe nada sobre los orígenes de Rabia, pero algunas fuentes históricas documentan que era originaria de Bulgaria, había nacido en 1670 o 1682 y su nombre de nacimiento era Biseria; fue secuestrada y esclavizada en una de las tantas incursiones tártaras. Entró en el harén a más tardar a principios de 1692 y se convirtió en una de las dos concubinas conocidas por fuentes del sultán Ahmed II , que ascendió al trono en 1691. Al entrar en el harén otomano, los eunucos o posiblemente una de las hermanas de Ahmed II le dio el nombre Rabi'a que significa ''primavera''. Presumiblemente, Rabia fue presentada al sultán por una de sus hermanas. Dado que no hubo una Valide Sultan durante el reinado de Ahmed II (la madre del gobernante, Hatice Muazzez Sultan, murió antes de que él llegara al poder), Rabia, como favorita del sultán, aparentemente era la mujer más poderosa y principal en el harén.

## Haseki Sultan (consorte principal)
Dado que Hatice Muazzez Sultan, la madre del sultán Ahmed había fallecido a causa del incendio que ocurrió en el palacio viejo en 1687antes de su acceso al trono en 1691, Rabia asumió el cargo de miembro femenino de más alto rango de la familia real con el título de Haseki Sultan o Haseki Kadın "Consorte principal".
El 6 de octubre de 1692, Rabia dio a luz un par de gemelos, los primeros en la historias otomana, Şehzade Ibrahim y Şehzade Selim, en el Palacio de Edirne.Después del nacimiento, Ahmed obsequió a su esposa la mansión de Bayburtlu Kara Ibrahim Pasha ubicada en Kuzguncuk. Lamentablemente, Şehzade Selim murió en mayo de 1693.
El 11 de noviembre de 1692, se le otorgó el título de "Haseki Sultan" siendo la mujer con más alto rango en todo el harén imperial. Kara Mustafá Pashá, que había sido ejecutado en 1683, había dejado una gran cantidad de bienes que se habían trasladado al tesoro imperial después de su ejecución. En diciembre de ese mismo año, las ranas de diamantes de estos activos terminarán en el abrigo de piel de Rabia, recibiendo también una corona de diamantes de los mismos activos.
En enero de 1694, Rabia asistió a la boda de Ümmi Sultan, hija de Mehmed IV, y Silahdar Çerkes Osman Pasha como esposa de Ahmed II. El 23 de octubre de ese mismo año, dio a luz a Asiye Sultan su única hija y último hijo del sultán. Después del nacimiento, Ahmed le concedió tierras en Alepo.
Se entiende que Gevherhan Sultan, hija del sultán Ibrahim y cuñada de Rabia, tenía una gran deuda que pagarle por razones que se desconocen, como lo demuestran algunos de los archivos del Palacio de Topkapı que datan del 28 de noviembre de 1694, indicando que una cantidad sustancial se debía a Rabia Sultan.
Algunas de las deudas mencionadas en los archivos fueron cubiertas por la asignación de las subvenciones o ganancias de Gevherhan de su hass o propio bolsillo, es decir, las propiedades generadoras de ingresos para Asiye Sultan, transferidas a la hija pequeña de Ahmed y Rabia, como se muestra en los archivos que datan del 1 de diciembre de 1794.

## Viudez y muerte
Rabia quedó viuda tras la muerte de Ahmed en febrero de 1695, ya que este al ascender al trono contaba con más de 40 años de edad y tuvo un reinado corto; siendo remplazado por su primo Mustafa II. Por lo tanto Rabia, junto con su hija Asiye Sultan y Şayeste Hatun, y la última hija de esta, Atike Sultan, fueron exiliadas al antiguo palacio por la madre del nuevo sultán. El 7 de marzo, su hijo Şehzade Ibrahim fue puesto al cuidado de la valide Gülnuş Sultan, mientras que ella y su hija Asiye fueron enviadas al Palacio Viejo de Estambul en donde pasaría sus últimos años, y donde Asiye murió en diciembre de ese mismo año.
Rabia Sultan falleció el 14 o 3 de enero de 1712 en el Palacio Viejo a la edad de 42 o 43 años y fue enterrada junto a su esposo en el mausoleo de Solimán el Magnífico. Mezquita Süleymaniye, Estambul.
Su hijo, Şehzade Ibrahim, que se convirtió en próximo heredero en 1703, después de la ascensión de su primo segundo al trono, pasándose a llamar Ahmed III, sobrevivió a su madre dos años y murió en 1714.

## Descendencia
Rabia y Ahmed tuvieron a tres hijos, dos gemelos y una niña:  
- Şehzade Ibrahim ( Palacio de Edirne, Edirne, 6 de octubre de 1692 - Palacio de Topkapı, Estambul, 4 de mayo de 1714, enterrado en el mausoleo de Mustafa I, Santa Sofía), gemelo de Selim, se convirtió en príncipe heredero el 22 de agosto de 1703;
- Şehzade Selim (Palacio de Edirne, Edirne, 6 de octubre de 1692 - Palacio de Edirne, Edirne, 15 de mayo de 1693, enterrado en el Mausoleo del Sultán Mustafa, Hagia Sophia), gemelo con Ibrahim;
- Asiye Sultan (Palacio de Edirne, Edirne, 23 de octubre de 1694 - Palacio de Eski, Bayezid, Estambul, 9 de diciembre de 1695, enterrado en el Mausoleo de Suleiman I, Mezquita de Süleymaniye );[11]